# Radhostice
Radhostice là một làng thuộc huyện Prachatice, vùng Jihočeský, Cộng hòa Séc.